# Asan Seuleumak
Asan Seuleumak is een bestuurslaag in het regentschap Aceh Utara van de provincie Atjeh, Indonesië. Asan Seuleumak telt 294 inwoners (volkstelling 2010).